# Eriopyga augur
Eriopyga augur är en fjärilsart som beskrevs av Hans Zerny 1916. Eriopyga augur ingår i släktet Eriopyga och familjen nattflyn. Inga underarter finns listade i Catalogue of Life.